# Nerie
Nerie (Nerium oleander) er en stedsegrøn busk med halvkugleformet, åben vækst. Alle dele af planten er meget giftige. Den kaldes også Oleander.

## Beskrivelse
Grenene er slanke og glatte. Bladene er kransstillede, lancetformede og læderagtige. Oversiden er blank og mørkegrøn, mens undersiden et mat lysegrøn. Blomstringen sker i juni-juli, og blomsterne sidder samlet i endestillede halvskærme. De enkelte blomster er fra naturen lyserøde, men de dyrkede former har hvide, lyserøde, mørkerøde til næsten rødviolette blomster. Frugterne er kapsler med talrige, hårede frø, som ikke kan modne i Danmark.
Planten vokser fugtige steder, men den udvikler alligevel et kraftigt, højtliggende rodnet.
Højde x bredde og årlig tilvækst: 5 x 5 m (50 x 50 cm/år). Under danske vinterstueforhold dog næppe mere end 2 x 2 m.

## Hjemsted
Busken vokser langs vandløb i egne med mildt middelhavsklima og fra havniveau til ca. 1200 m over havet.
Ved Edremit i Tyrkiet vokser den i 100-500 m højde sammen med bl.a. Jordbærtræ, bredbladet stenved, Juniperus oxycedrus, orientalsk platan, Pistacia terebinthus, Quercus coccifera, spansk gyvel, vild oliven og ægte laurbær.

## Sygdomme hos Nerie
- Spindemider